# Na Mostkach (Pawlikowice)
Na Mostkach – część wsi Pawlikowice w Polsce, położona w województwie małopolskim, w pow. wielickim, w gminie Wieliczka. 
W latach 1975–1998 Na Mostkach położone było w województwie krakowskim.